# 菲姆
菲姆（法語：Fismes，法語發音：[fim]）是法国马恩省的一个市镇，位于该省西部，属于兰斯区，有铁路线连接兰斯。

## 地理
菲姆（49°18'26"N, 3°40'50"E）面积16.75 平方千米，位于法国大東部大區马恩省，该省份为法国东北部内陆省份，北起阿登省，西北接埃纳省，西南接塞纳-马恩省，南至奥布省，东南接上马恩省，东临默兹省。
与菲姆接壤的市镇（或旧市镇、城区）包括：布朗济莱菲姆、蒙圣马丹、萨瓦城、巴略莱菲姆、库尔朗东、库维尔、马尼厄、圣吉勒、莱塞特瓦隆、巴佐什和圣蒂博。

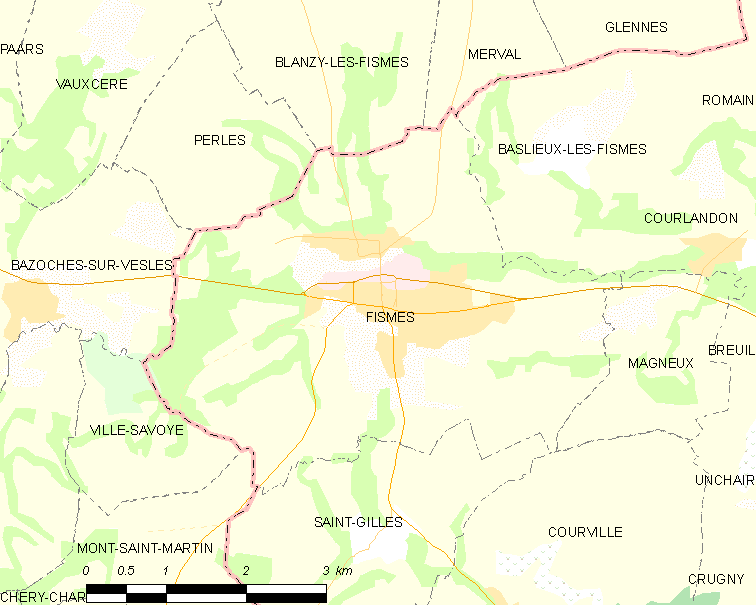
菲姆的OSM定位图

菲姆的时区为UTC+01:00、UTC+02:00（夏令时）。

## 行政
菲姆的邮政编码为51170，INSEE市镇编码为51250。

## 政治
菲姆所属的省级选区为菲姆-兰斯山县。

## 人口

1962-2008年间菲姆人口变化图示

菲姆于2022年1月1日时的人口数量为5884人。